# San Marco (Jacksonville)
Pour les articles homonymes, voir San Marco.
San Marco est un quartier de Jacksonville, en Floride. Situé au sud de Downtown Jacksonville, à l'autre rive du Saint Johns, 
il était autrefois une ville indépendante nommée South Jacksonville jusqu'à son annexion par Jacksonville en 1932. Le quartier est essentiellement résidentiel et dispose de ses propres allées commerçantes.
La communauté de South Jacksonville a émergé de la guerre de Sécession et été municipalisée en 1907. Sa croissance a largement progressé après la construction de l'Acosta Bridge en 1921, disposant depuis d'une connexion directe à Downtown Jacksonville. C'est pendant cette période qu'a eu lieu la construction du quartier — devenu ensuite éponyme — de San Marco. Depuis les années 90, le quartier a fait l'objet de plusieurs projets de préservation historique et de réaménagement.